# Meunet-sur-Vatan
Meunet-sur-Vatan é uma comuna francesa na região administrativa do Centro, no departamento Indre. Estende-se por uma área de 12,5 km². Em 2010 a comuna tinha 198 habitantes (densidade: 15,8 hab./km²).